# Kepler-32d
Kepler-32d (nom. alt. KOI 952.03) es un planeta extrasolar en órbita alrededor de su estrella, una  enana tipo, Kepler-32, en la constelación de Cygnus. Descubierto mediante el método de tránsito planetario con el  telescopio espacial Kepler en enero de 2012, presenta un semieje mayor de 0,129 UA. Un radio de 2,49 Tierras, y un período orbital de 22,780806 días.